# Smith Cho

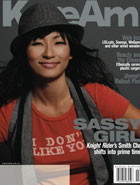
Smith Cho (Zeitschriften-Cover aus 2008)

Smith Cho ist eine US-amerikanische Schauspielerin koreanischer Abstammung.

## Leben
Sie lebt in Santa Clara, Kalifornien mit ihren zwei Hunden Humphrey und Lauren.

## Filmografie (Auswahl)
- 2003: Emergency Room – Die Notaufnahme (ER, Fernsehserie, eine Folge)
- 2003: Six Feet Under – Gestorben wird immer (Six Feet Under, Fernsehserie, eine Folge)
- 2003: Bad Boys II
- 2003: Gilmore Girls (Fernsehserie, eine Folge)
- 2003: Boston Public (Fernsehserie, eine Folge)
- 2003: Becker (Fernsehserie, eine Folge)
- 2004: Outpost (Kurzfilm)
- 2004: Karen Sisco (Fernsehserie, eine Folge)
- 2004: Polizeibericht Los Angeles (L.A. Dragnet, eine Folge)
- 2004: Summerland Beach (Summerland, Fernsehserie, eine Folge)
- 2004: Crossing Jordan – Pathologin mit Profil (Crossing Jordan, Fernsehserie, eine Folge)
- 2005: Dr. House (House, Fernsehserie, eine Folge)
- 2006: She Said/He Said (Fernsehfilm)
- 2006: Just for Kicks (Fernsehserie, eine Folge)
- 2006: Superman Returns
- 2006–2008: Emilys Liste (Emily’s Reasons Why Not, Fernsehserie, 6 Folgen)
- 2007: The Hill
- 2007: Entourage (Fernsehserie, 2 Folgen)
- 2007: The World According to Barnes (Fernsehfilm)
- 2007: Rules of Engagement (Fernsehserie, eine Folge)
- 2007: Norbit
- 2007: Die Eisprinzen (Blades of Glory)
- 2008–2009: Knight Rider (Fernsehserie. 17 Folgen)
- 2009: Alles Betty! (Ugly Betty, Fernsehserie, 4 Folgen)
- 2009: Fired Up!
- 2010: 100 Questions (Fernsehserie, 6 Folgen)
- 2012: Jane by Design (Fernsehserien 15 Folgen)
- 2017: The Circle